# Анђео за мојим столом
Анђео за мојим столом (енгл. An angel at my table) је аутобиографски роман новозеландске књижевнице Џенет Фрејм (енгл. Janet Frame) (1924-2004) објављен 1982. године. Издање на српском језику објавила је издавачка кућа Карпос 2017. године из Београда у преводу Светлане Самуровић.

## О аутору
Џенет Фрејм рођена 1924. године. Написала је дванаест романа, пет збирки приповедака, две збирке поезије и једну књигу за децу. Позната је по својој аутобиографији по којој је снимљен и истоимени филм Анђео за мојим столом. Џенет Фрејм је преминула 2004. године. Провела је дуги низ година по душевном болницама али је ипак доживела књижевни успех, додељене су јој бројне награде, а након објављене аутобиографије присуствовала је и снимању филма о себи.

## О делу
Аутобиографија Анђео за мојим столом је написана у три књиге у којој ауторка описује своје одрастање у Данидину и Омаруу деведесетих и тридесетих година прошлог века у породици железничара.
Делови књиге:
- Први том: Према Is-Landu
- Други том: Анђео за мојим столом

Први део: Махнитања очајања
Други део: Тражење свиле
- Трећи том: Посланик из Града Одраза

Први део: Троструки сведок
Други део: Дом у граду
У књизи Анђео за мојим столом испричана је прича о ауторкином школовању и дугогодишњој хоспитализацији јер јој је погрешно дијагностикована шизофренија, затим прича о усамљеничком животу и али и о успешној књижевној каријери. Додељена јој је национална награда за књижевност у тренутку када је било у плану да се подвргне лоботомији тако да ју је избегла.
Френк Сарџесон, новозеландски писац, понудио јој дом и подучавао ју је како да преживи као писац када је изашла из психијатријске болнице. Френк Сарџесон је био тај "анђео за њеним столом".
Џенет Фрејм је почела да прича причу почев од 1924. године када се родила у многочланој породици шкотских досељеника. Приказ живота у породици која је обележена сиромаштвом, болешћу и породичним трагедијама. 
Насупрот томе приказан је њен таленат, али и неснађеност у овом свету. Џенет Фрејм је о себи писала отворено и искрено.